# Leucopis ardis
Leucopis ardis är en tvåvingeart som beskrevs av Stephen D. Gaimari och Raspi 2002. Leucopis ardis ingår i släktet Leucopis och familjen markflugor.
Artens utbredningsområde är Uganda. Inga underarter finns listade i Catalogue of Life.